# ドレッドロックス

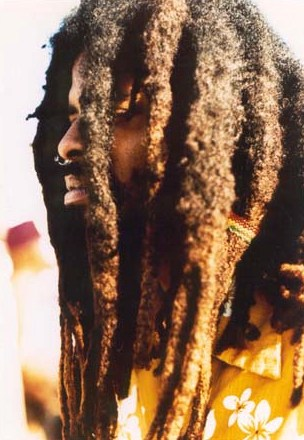
ドレッドロックスを伸ばしたラスタマン。

ドレッドロックス（英: dreadlocks）は互いに絡まり合っている束形状の髪型。『ロックス』『ドレッド』『ドレッドヘア』などとも呼ばれる。
ドレッドロックスという単語自体は1930年代のジャマイカのラスタファリ運動から発祥した。アメリカでは黒人以外がドレッドロックスにすると文化盗用と批判されることがあるが、アメリカ合衆国ではラスタファリ運動の影響で1960年代から1970年代にかけてアフリカ系アメリカ人に普及した比較的新しい文化に過ぎず、古代からヨーロッパやアナトリアやインドなど世界の様々な文明でアフリカ人以外にも用いられ続けてきた髪型である。
ラスタファリ運動を行うラスタファリアンにとってのドレッドロックスは、本来は長期間ブラシ、櫛、剃刀、はさみを使用する事無く、頭髪を自然に成長させるままにしておく事で形成される。人工的に作る場合は頭髪を櫛で逆立てて絡ませたり、パーマをして三つ編みを絡めてゆくなど、複数の手法が存在する。ドレッドロックスは簡単に髪を洗えないが、専門の理髪師によって洗髪は可能である。

## 歴史

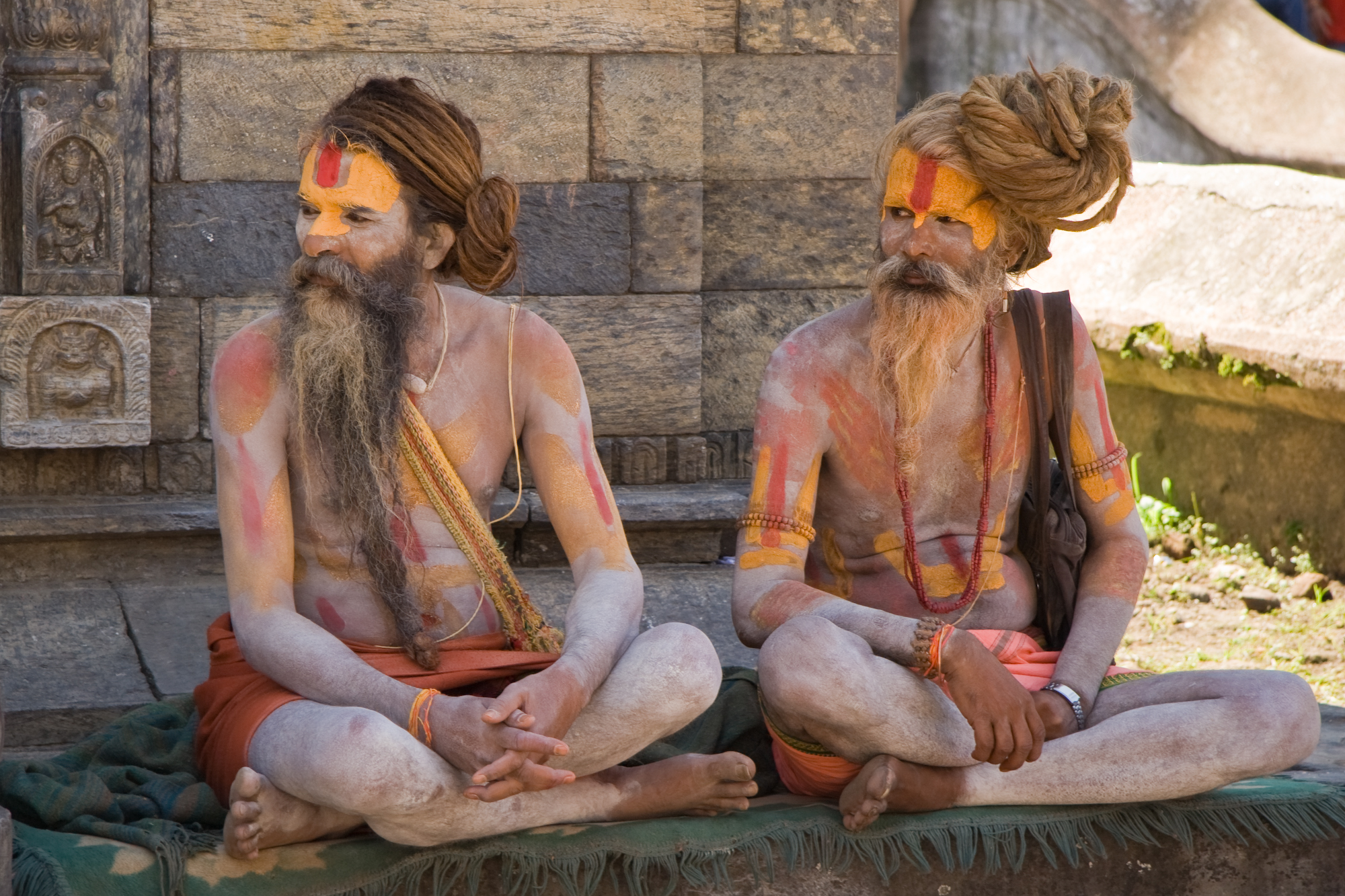
髪を伝統的なジャータースタイルにした2人のサドゥー（修行僧）

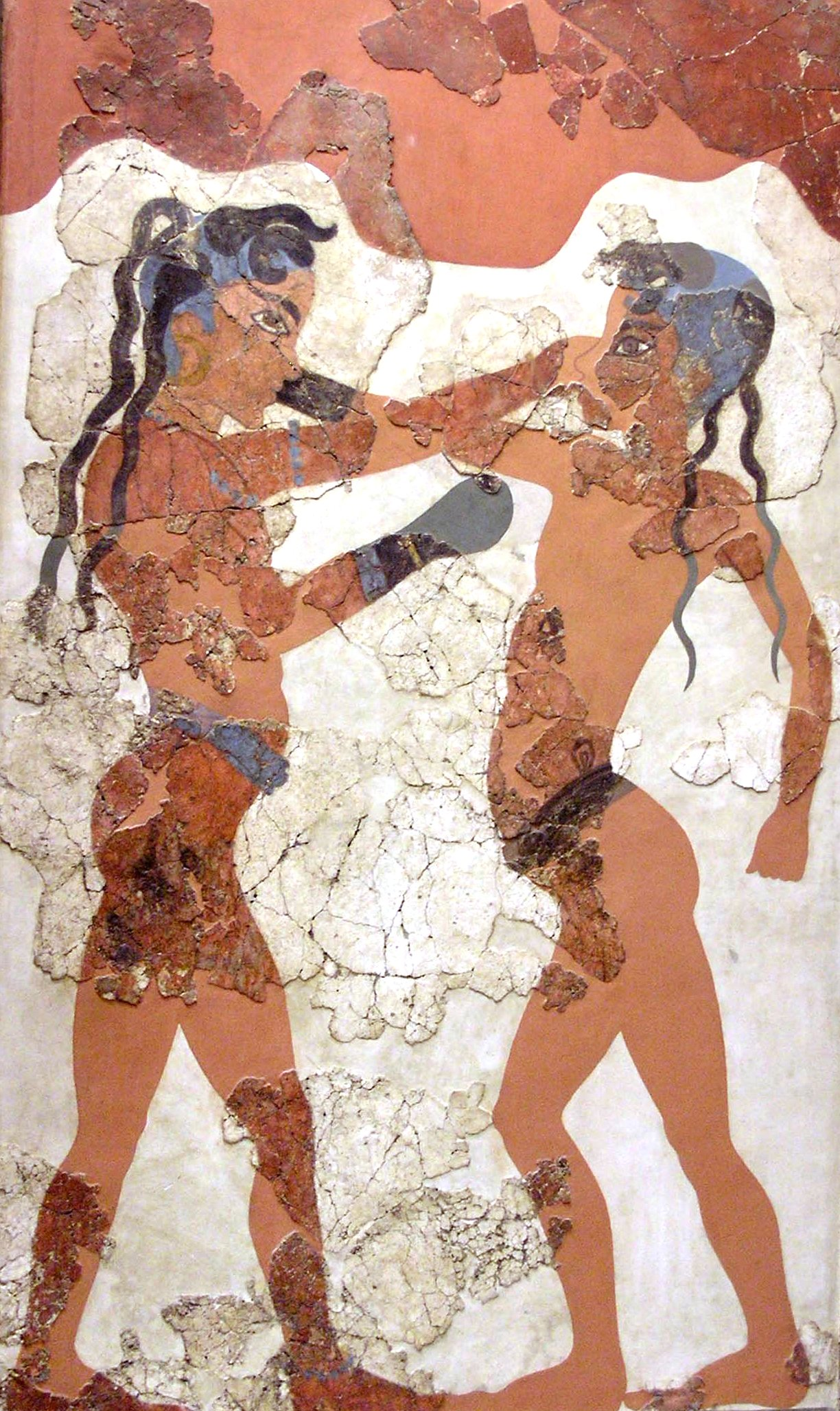
アクロティリ（ギリシャ、現在のサントリーニ島）のフレスコ画に描かれた長いドレッドヘアーの若いボクサーたち（紀元前1600-1500年）

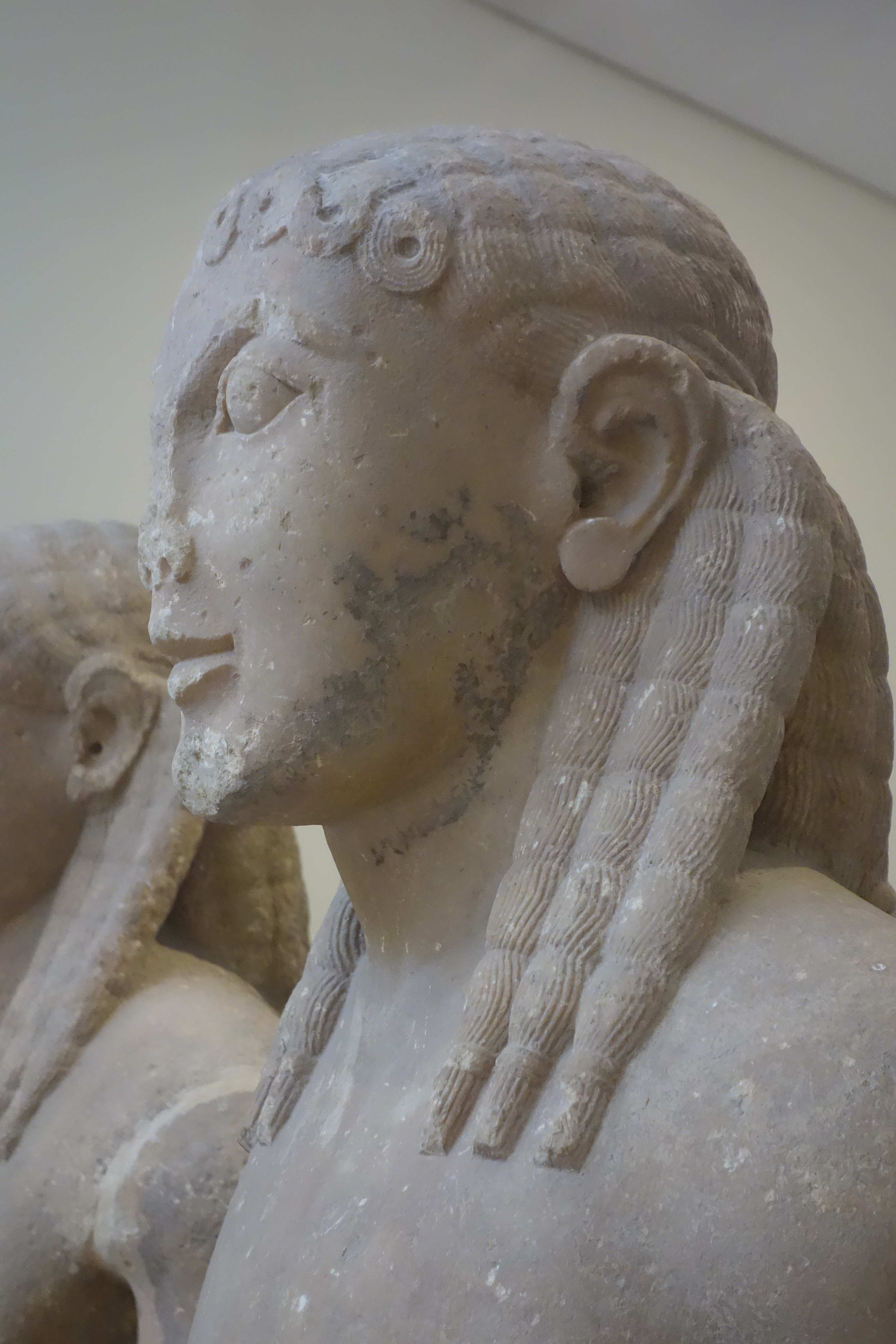
現存する古代ギリシャのクーロイ彫刻（紀元前615〜485年頃）の半数以上がドレッドヘアーを着用していることが判明している

ドレッドヘアの最古の描写は、クレタ島（現在のギリシャ）を中心としたヨーロッパ最古の文明のひとつであるミノア文明の紀元前1600～1500年にまでさかのぼることができるとされている。エーゲ海のテラ島（現在のギリシャのサントリーニ島）で発見されたフレスコ画には、長い編み込み髪や長いドレッドヘアの人が描かれている。
また、他の実例として古代エジプト王朝では王族や平民は髪型をドレッドロックスにしたり、またはそのようなかつらを身に付けていた事がレリーフ、彫像、およびその他の遺物によって明らかになっている。ドレッドロックスのかつらは、ミイラ化したドレッドロックスの古代エジプト人の遺体と同じくらい考古学の遺跡から出土・復元されている。
スパルタのエフォロイ（監督官）も、ギリシア式のドレッド風の編み込みヘアの髪型をしていた。ヴェーダの文書群には、書物としては最も古いドレッドロックスの証拠となる記述がある。これらの起源は、紀元前2500年ごろから紀元前1500年ごろではないかとされているが、正確な年代は不明であり、未だ議論が続いている。ヴェーダの最高神シヴァとその信奉者はヴェーダの文書の中で記述されており、言葉の意味する所は「頭髪を寄り合わせた房にする」という事である。この言葉は「より合わせる」もしくは「巻き付ける」といった意味の単語を由来としているとされている。ヒンドゥー教の神話において、シヴァは地球が破壊されるのを防ぐため、自身の頭髪で強力なガンジスの重量を受け止め、髪の中にガンジスの女神ガンガーを閉じ込めてしまった。彼女が髪から解放されると、水は惑星に浄化をもたらしたとされる。古代ローマ時代の記述によると、「まるで蛇のような髪型」とケルト人のドレッドロックスについて記載されている。
ゲルマン人、ヴァイキング、ギリシャ人、ナガ族、アメリカ先住民、太平洋先住民、そして少数の修行集団から様々な大宗教が当時、髪をドレッドロックスにしていた。さらに、ユダヤ教のナジル人、ヒンドゥー教の聖者、イスラム教のダルヴィーシュ、コプト正教会の修道士、その他もそうであった。また最初期のキリスト教徒もこのような髪型であった可能性がある。中でも特筆すべきはイエスの兄弟でありエルサレム初の司祭でもあるヤコブの記述で、彼のドレッドロックスは踝まで届くほどであったという。
ドレッドロックスはメキシコの文化の一部にもまた存在する。アステカにおけるしきたりの記述の中で、歴史家のウィリアム・ヒックリング・プレスコットは14世紀、15世紀、そして16世紀メソアメリカのアステカ文明のドレッドロックスの神官について言及している。
セネガルでは、スーフィズム運動のムリッド教団に存在する「バイファル」が、ドレッドロックスを伸ばしていることで有名である。

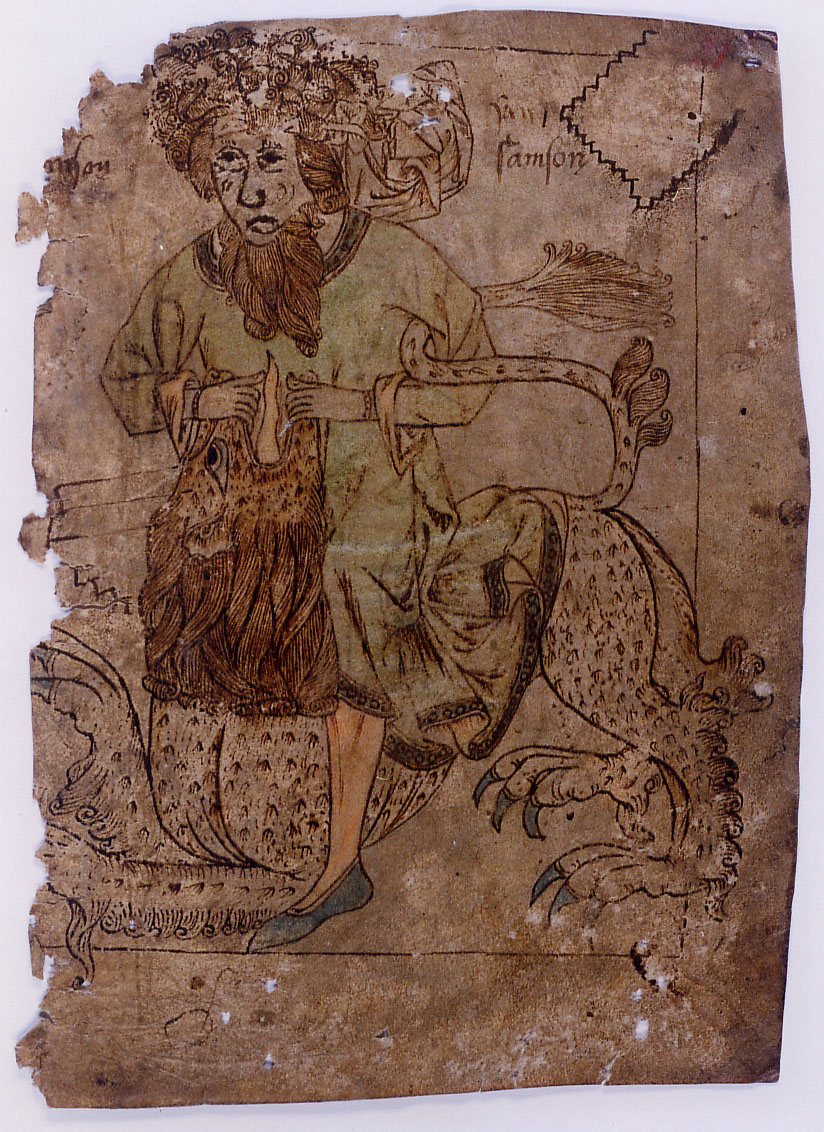
獅子と闘うドレッドロックスのサムソン。15世紀アイスランドの写本。

様々な文化間において、頭髪をドレッドロックスにするという行為には様々な理由が存在する。それは、深い信仰の表れであり、精神的な信念であり、民族の誇りの表明、政治的な表現、あるいはただ単にファッションとして。「ドレッドロックス」という単語の侮辱的な歴史への返答として、「ロックス」や「アフリカン・ロックス」のような代替のための用語がある。
ヒンドゥー教の聖者や聖女の間では、ドレッドロックスは神聖な物とされており、頭髪をこのような形状におく事によって肉体的な外見など重要ではないという事を精神的に理解しているという事の表明であり、世俗的な虚栄心には無関心であるという表れなのである。この「サンニャーシン」は、その人間が人生において、ただ単に世間一般社会の有り様に付き従うのではなく（そしてそれは自らの頭髪の房を伸ばす事も含め）、精神的な変容を完成させ、世俗的な生活との決別、精神を決定付ける「バイラーギャ」を発達させる特別な時期なのである。絡まり合った頭髪の公的な象徴は、特別な経験を経てそれぞれの時代において、このように独自に改変されて来た。シヴァとシヴァの豊かな頭髪にまつわるほぼ全ての神話は、絶え間ない極端な禁欲と生殖の相互作用、影響、そして創造と破壊の要素の結びつき、であるのに対し、シヴァの頭髪はその力のコントロールを象徴している。

## ジャマイカのドレッド
19世紀後半に労働者としてジャマイカにやって来た、レナード・ハウエルの最初の信奉者たちの間でラスタロックスがなされていた。社会から取り残されたジャマイカの貧困層の間で1930年代頃からラスタファリ運動がひろまり、ラスタファリアンはエチオピア帝国の皇帝ハイレ・セラシエ1世を崇拝した。ラスタファリ運動のドレッドヘアは、当時エチオピアの国旗の中心に描かれていたユダのライオンの象徴であった。ラスタファリは、ハイレ・セラシエがソロモン王とシバの女王の息子のメネリク1世に連なる直系の子孫であると考えた。彼らのドレッドヘアは、聖書のナジル人に触発された。ハイレ・セラシエは1930年4月にエチオピア皇帝に即位した。多くのジャマイカのキリスト教徒は、ハイレ・セラシエの戴冠式は彼が黙示録で予言されていると信じていた黒い救世主である証拠であると主張した。レナード・ハウエル、アーチボルド・ダンクリー、ロバート・ハインド、ジョセフ・ヒバートなどの一部の街頭説教者は、「ハイレ・セラシエは再臨したイエスである」という教義を主張し始めていた。1930年代に大恐慌が起こり、ラスタファリのメッセージがキングストンからジャマイカ全土、特にジャマイカの人々が住んでいた貧しいコミュニティに広まった。後のラスタファリ運動でのドレッドヘアは、人々とのより緊密な関係を確立した。
レゲエミュージシャンであるボブ・マーリーの音楽と文化的影響のおかげで、ラスタファリアンの理想を支持するレゲエ音楽が1970年代後半に人気を博し、音楽界に受け入れられたとき、ドレッドロックスは世界中で注目すべきファッション・ステートメントになった。ドレッドは、著名な音楽家、俳優、ラッパー、スポーツ選手によって使用された。
一方、多くのラスタファリアンは、ラスタロックスは、モーセ五書の四番目の書物『民数記』の中の、ナジル人の三つの誓いの内の一つに由来すると説明している。
聖書の中において言及されるサムエル、洗礼者ヨハネ、そして聖書の記述の中でも最も有名であるサムソン達を含むナジル人の人生は、七本の房があり、そしてその頭髪を切られると、自らの持つ大きな力を失うという。